# Sakura Kasugano
Sakura Kasugano (春日野 さくら, Kasugano Sakura), ou simplement Sakura, est un personnage de Capcom de la série Street Fighter. Il s'agit du quatrième personnage féminin à faire son apparition dans l'univers Street Fighter, elle apparait pour la première fois dans Street Fighter Alpha 2 paru en 1996. Sakura est une jeune combattante japonaise qui idolâtre Ryu par qui elle veut être entrainée.

## Design
Sakura est créée par Akira Yasuda, qui designe le personnage en s'inspirant directement des uniformes des écolières japonaises de la vraie vie. Akira Yasuda justifie le choix du type du personnage qui provient de l'archétype populaire des œuvres telles que Sailor Moon : « En tant que personnages, les lycéennes sont toutes puissantes au Japon. Si une lycéenne chante une chanson, ce sera un succès simplement parce qu'elle est une lycéenne. Elles sont à peu près au sommet de la hiérarchie ».
Sakura est alors présentée comme nouveau personnage dans la licence Street Fighter en 1996 avec la sortie de Street Fighter Alpha 2. Sakura revêt un uniforme scolaire japonais avec une jupe courte de couleur bleue, d'une cravate jaune et d'un haut blanc. Elle porte également un bloomer rouge, des chaussures rouges style Converse, de gants de boxe rouges et un bandana blanc.

## Popularité
Personnage populaire auprès des médias et des joueurs, Sakura est classée 3e par le magazine japonais de jeux d'arcade Gamest des « meilleurs personnages de l'année 1996 ». Elle a également été votée 3e personnage de Street Fighter le plus populaire en 2002 dans un sondage réalisé par Capcom lors du 15e anniversaire de la série. Elle est arrivée deuxième dans le sondage officiel de Capcom « Quel personnage aimeriez-vous voir dans Street Fighter IV ? » avec 15% des voix.
Entre octobre et novembre 2017, Capcom lance un sondage auprès de la communauté internationale intitulée « Character Popularity Poll » (Sondage de popularité), et Sakura apparait  en première position avec plus de 150 000 votes enregistrés. Sakura arrive dans la nouvelle version de Street Fighter V baptisée Arcade Edition et sort le 16 janvier 2018 lançant la saison 3 du jeu,.

## Biographie
Sakura apparait dans Street Fighter Alpha 2, où elle participe à un combat de rue après avoir vu Ryu gagner le premier tournoi mondial. Elle le cherche et souhaite qu'il l'entraîne à devenir une meilleure combattante. Elle rencontre finalement Ryu qui lui dit qu'il ne pourrait pas l'entraîner car il a encore beaucoup à apprendre. Dans Street Fighter Alpha 3, Sakura voyage à travers le monde pour trouver Ryu et après avoir essayé de le sauver de Bison, Ryu lui promet une revanche, pendant ce temps, elle a rencontré et a formé une rivalité avec Karin,.
Sakura apparait également dans la série Street Fighter EX, plus précisément dans les épisodes Street Fighter EX Plus α et Street Fighter EX 3. Dans Street Fighter IV, des années ont passé depuis la dernière rencontre entre Sakura et Ryu, elle décide alors à nouveau de le trouver pour un combat pour le nouveau tournoi. Dans la vidéo d'introduction de Super Street Fighter IV, elle est souvent aperçue avec Dan et Blanka. Elle finit par trouver Ryu, ils se disent au revoir et elle promet qu'ils se reverront. Dans la dernière partie, Sakura semble plus âgée et revoit enfin Ryu.
Dans Street Fighter V, Sakura travaille à temps partiel dans une salle d'arcade, mais se demande quelles décisions elle doit prendre pour être satisfaite de son avenir. Sa rivalité avec Karin continue et quand Karin remarque le problème de Sakura, elle envoie Ryu à la maison de Sakura pour s'entraîner avec. Après le combat, Sakura parle avec Ryu et réalise qu'elle pourrait être intéressée à élever un enfant dans le futur.

## Apparitions
- 1996 - Street Fighter Alpha 2
- 1996 - Super Puzzle Fighter II Turbo
- 1997 - Rival Schools: United by Fate
- 1997 - Street Fighter EX Plus α
- 1997 - Marvel Super Heroes vs. Street Fighter
- 1997 - Super Gem Fighter: Mini Mix
- 1998 - Street Fighter Alpha 3
- 1999 - SNK vs. Capcom: The Match of the Millennium
- 1999 - SNK vs. Capcom: Card Fighters Clash
- 2000 - Marvel vs. Capcom 2: New Age of Heroes
- 2000 - Street Fighter EX 3
- 2000 - Capcom vs. SNK: Millennium Fight 2000
- 2000 - Capcom vs. SNK: Millennium Fight 2000 Pro
- 2001 - Capcom vs. SNK 2: Mark of the Millennium 2001
- 2004 - Capcom Fighting Jam
- 2005 - Namco x Capcom
- 2009 - Street Fighter IV
- 2012 - Street Fighter X Tekken (DLC)
- 2018 - Street Fighter V (DLC - Saison 3)